# Plectranthias elaine
Plectranthias elaine är en fiskart som beskrevs av Phillip C. Heemstra och Randall 2009. Plectranthias elaine ingår i släktet Plectranthias och familjen havsabborrfiskar. Inga underarter finns listade i Catalogue of Life.